# Zakarya Bergdich
Zakarya Bergdich (en arabe : زكريا بركديش), né le 7 janvier 1989 à Compiègne (Oise), est un footballeur international marocain évoluant au poste d'arrière gauche.

## Biographie

### Ses débuts amateurs
Formé au Racing Club de Strasbourg, Zakarya Bergdich part ensuite à l'US Créteil-Lusitanos et y reste deux saisons. Il file ensuite à Alfortville, club du championnat amateur. Dans le groupe A, Bergdich joue quasiment tous les matches au poste de défenseur latéral ou de milieu gauche et obtient la montée, son club étant le meilleur deuxième de toute la division et devant remplacer Strasbourg, relégué par la DNCG. Performant avec l'UJA, Bergdich attise les convoitises de plusieurs clubs professionnels français dont le Paris SG, qui est tout près de lui faire signer un contrat.

### Son parcours au Racing Club de Lens
Contacté directement par le président du Racing Club de Lens, Gervais Martel, Bergdich décide de rejoindre le club lensois, qui lui fait signer un contrat professionnel d'un an plus une année supplémentaire en option. Il se destine alors à débuter avec l'équipe réserve qu'il avait affrontée en étant à Alfortville. Pendant presque neuf mois, Bergdich joue donc en CFA et s'entraîne quelquefois avec le groupe professionnel. En fin de saison et alors qu'il était déjà apparu dans le groupe pro pour un match contre Brest en novembre, Bergdich est rappelé pour faire ses débuts en Ligue 1. Lens déjà relégué mathématiquement, le Marocain est titularisé sur le flanc gauche et joue les quatre-vingt-dix minutes contre Arles-Avignon. Une semaine plus tard, pour le dernier match du championnat, il joue à nouveau.
Lens étant descendu en Ligue 2, ses dirigeants se doivent de réduire la masse salariale et de vendre certains joueurs. C'est le cas pour Henri Bedimo qui part à Montpellier et donc qui libère la place pour Bergdich, qui voit sa clause de prolongation activée. Logiquement, il est confirmé dans sa position malgré l'arrivée d'un nouvel entraîneur et joue la majorité des matches. Le 23 février 2012, Bergdich est appelé par le sélectionneur marocain Éric Gerets pour remplacer Badr El Kaddouri, forfait. Le 29, le lensois joue son premier match avec sa sélection contre le Burkina Faso et est même titularisé d'entrée de jeu.

### Départ vers l'Espagne
En juin 2013, alors qu'il ne lui reste plus qu'un an de contrat à Lens, Zakarya Bergdich s'engage avec le Real Valladolid, quatorzième du dernier championnat espagnol.
À la suite d'un court passage à l'Italie, même en Serie A, Bergdich s'en va en Angleterre. Le 23 juillet 2015, il rejoint Charlton Athletic. En deuxième division anglaise, Bergdich déçoit largement. Parfois sur la pelouse, il ne sait pas empêcher la relégation du club ambitieux en troisième division anglaise. Le Charlton, composé particulièrement par des joueurs d'origine africaine ou française, est relégué définitivement plusieurs journées avant la fin de la saison.
Le 28 août 2016, il signe au Córdoba Club de Fútbol.

### Au FC Sochaux-Montbéliard
Le 19 juillet 2017, il signe un contrat de 2 ans au FC Sochaux, en deuxième division française.

### Au CF Os Belenenses
Le 4 juillet 2018, il s'engage pour deux saisons avec le club portugais de Belenenses, alors qu'il était libre après son départ du FC Sochaux-Montbéliard.

### Au Denizlispor
À l'été 2019, Bergdich signe au club turc du Denizlispor.

## Statistiques
| Saison                | Club                   | Championnat           | Championnat | Championnat | Coupe nationale | Coupe nationale | Coupe de la Ligue | Coupe de la Ligue | Maroc | Maroc | Total | Total |
| Saison                | Club                   | Division              | M.          | B.          | M.              | B.              | M.                | B.                | M.    | B.    | M.    | B.    |
| 2010-2011             | RC Lens                | Ligue 1               | 2           | 0           | -               | -               | -                 | -                 | -     | -     | 2     | 0     |
| 2011-2012             | RC Lens                | Ligue 2               | 25          | 0           | -               | -               | 2                 | 0                 | 4     | 0     | 31    | 0     |
| 2012-2013             | RC Lens                | Ligue 2               | 24          | 1           | 3               | 1               | -                 | -                 | 10    | 0     | 37    | 2     |
| Sous-total            | Sous-total             | Sous-total            | 51          | 1           | 3               | 1               | 2                 | 0                 | 14    | 0     | 70    | 2     |
| 2013-2014             | Real Valladolid        | Liga BBVA             | 22          | 0           | 2               | 0               | -                 | -                 | 3     | 0     | 27    | 0     |
| 2014-2015             | Real Valladolid        | Liga Adelante         | 17          | 5           | 2               | 0               | -                 | -                 | 2     | 0     | 21    | 5     |
| Sous-total            | Sous-total             | Sous-total            | 39          | 5           | 4               | 0               | -                 | -                 | 5     | 0     | 48    | 5     |
| 2014-2015             | Genoa CFC (prêt)       | Serie A               | 11          | 0           | -               | -               | -                 | -                 | -     | -     | 11    | 0     |
| Sous-total            | Sous-total             | Sous-total            | 11          | 0           | -               | -               | -                 | -                 | -     | -     | 11    | 0     |
| 2015-2016             | Charlton Athletic      | Championship          | 23          | 0           | -               | -               | 3                 | 1                 | -     | -     | 26    | 1     |
| Sous-total            | Sous-total             | Sous-total            | 23          | 0           | -               | -               | 3                 | 1                 | -     | -     | 26    | 1     |
| 2016-2017             | Cordoue CF             | Liga2                 | 20          | 0           | 1               | 0               | -                 | -                 | -     | -     | 21    | 0     |
| Sous-total            | Sous-total             | Sous-total            | 20          | 0           | 1               | 0               | -                 | -                 | -     | -     | 21    | 0     |
| 2017-2018             | FC Sochaux-Montbéliard | Ligue 2               | 14          | 0           | 1               | 0               | 1                 | 0                 | -     | -     | 16    | 0     |
| Sous-total            | Sous-total             | Sous-total            | 14          | 0           | 1               | 0               | 1                 | 0                 | -     | -     | 16    | 0     |
| Total sur la carrière | Total sur la carrière  | Total sur la carrière | 158         | 6           | 9               | 1               | 6                 | 1                 | 19    | 0     | 192   | 8     |

## Palmarès
Maroc olympique
- Championnat d'Afrique des nations des moins de 23 ans
  - Finaliste en 2011